# Campionati del mondo di ciclismo su pista 2014 - Inseguimento individuale maschile
La gara di inseguimento individuale maschile ai Campionati del mondo di ciclismo su pista 2014 si svolse il 27 febbraio 2014. La vittoria fu appannaggio dell'australiano Alexander Edmondson.
Partenza con 20 atleti i quali tutti completarono la gara.
Tutte le manche si svolsero sulla distanza di 4.000 mt. con partenza da fermo.

## Podio
| Pos.    | Atleta              | Nazionalità   |
| ------- | ------------------- | ------------- |
| Oro     | Alexander Edmondson | Australia     |
| Argento | Stefan Küng         | Svizzera      |
| Bronzo  | Marc Ryan           | Nuova Zelanda |

## Risultati

### Qualifiche
I migliori 2 tempi si qualificano alla finale per l'oro, il terzo e quarto tempo alla finale per il bronzo
| Posizione | Atleta                | Nazione       | Tempo    | Note |
| --------- | --------------------- | ------------- | -------- | ---- |
| 1         | Alexander Edmondson   | Australia     | 4:21.003 | Q    |
| 2         | Stefan Küng           | Svizzera      | 4:21.203 | Q    |
| 3         | Marc Ryan             | Nuova Zelanda | 4:21.865 | q    |
| 4         | Ryan Mullen           | Irlanda       | 4:22.419 | q    |
| 5         | Marco Coledan         | Italia        | 4:22.741 |      |
| 6         | Aleksandr Serov       | Russia        | 4:22.879 |      |
| 7         | Aleksandr Evtušenko   | Russia        | 4:22.966 |      |
| 8         | Shane Archbold        | Nuova Zelanda | 4:23.709 |      |
| 9         | Sebastián Mora        | Spagna        | 4:24.197 |      |
| 10        | David Muntaner        | Spagna        | 4:25.154 |      |
| 11        | Nils Schomber         | Germania      | 4:26.244 |      |
| 12        | Martyn Irvine         | Irlanda       | 4:26.525 |      |
| 13        | Tom Bohli             | Svizzera      | 4:27.182 |      |
| 14        | Leung Chun Wing       | Hong Kong     | 4:27.624 |      |
| 15        | Owain Doull           | Gran Bretagna | 4:28.193 |      |
| 16        | Aleh Ahiyevich        | Bielorussia   | 4:28.398 |      |
| 17        | Volodymyr Dzhus       | Ucraina       | 4:28.850 |      |
| 18        | Juan Sebastián Molano | Colombia      | 4:29.236 |      |
| 19        | Edibaldo Maldonado    | Messico       | 4:38.535 |      |
| 20        | Jonas Rickaert        | Belgio        | 4:38.988 |      |

### Finali
| Posizione            | Atleta              | Nazione       | Tempo    | Gap    |
| -------------------- | ------------------- | ------------- | -------- | ------ |
| Finale per l'oro     |                     |               |          |        |
| 1                    | Alexander Edmondson | Australia     | 4:22.582 |        |
| 2                    | Stefan Küng         | Svizzera      | 4:22.995 | +0.413 |
| Finale per il bronzo |                     |               |          |        |
| 3                    | Marc Ryan           | Nuova Zelanda | 4:22.895 |        |
| 4                    | Ryan Mullen         | Irlanda       | 4:24.626 | +1.731 |